# Rubén Tierrablanca Gonzalez
Rubén Tierrablanca González (24 de agosto de 1952 – 22 de dezembro de 2020) foi um bispo católico turco nascido no México.

## Biografia
Tierrablanca González nasceu no México e foi ordenado ao sacerdócio em 1978. Ele serviu como bispo titular de Tubernuca e como Vigário Apostólico do Vicariato Apostólico de Istambul e Administrador Apostólico do Exarcado Apostólico Católico Grego de Istambul, de 2016 até à sua morte no cargo em 2020.
Ele morreu em Istambul aos 68 anos, de COVID-19, após ter sido hospitalizado por três semanas em terapia intensiva.